# 일본 아카데미상 작품상
일본 아카데미상 작품상(日本アカデミー賞作品賞)은 매년 일본 아카데미상에서 최고의 영화에 수여되는 영화상이다.
- 제1회(1977): 행복의 노란 손수건
- 제2회(1978): 사건
- 제3회(1979): 복수는 나의 것
- 제4회(1980): 지고이네르바이젠
- 제5회(1981): 엑기
- 제6회(1982): 카마타 행진곡
- 제7회(1983): 나라야마 부시코
- 제8회(1984): 장례식
- 제9회(1985): 꽃 한 잎(花いちもんめ)
- 제10회(1986): 불타는 집의 사람
- 제11회(1987): 마루사의 여자
- 제12회(1988): 돈황
- 제13회(1989): 검은 비
- 제14회(1990): 소년시대
- 제15회(1991): 식자(息子)
- 제16회(1992): 으랏차차 스모부
- 제17회(1993): 학교
- 제18회(1994): 추신구라 외전 요츠야 괴담
- 제19회(1995): 오후의 유언장
- 제20회(1996): 쉘 위 댄스
- 제21회(1997): 모노노케 히메
- 제22회(1998): 사랑을 바라는 사람
- 제23회(1999): 철도원
- 제24회(2000): 비 그치다
- 제25회(2001): 센과 치히로의 행방불명
- 제26회(2002): 황혼의 사무라이
- 제27회(2003): 바람의 검 신선조
- 제28회(2004): 한오치
- 제29회(2005): 올웨이즈 3번가의 석양
- 제30회(2006): 훌라 걸스
- 제31회(2007): 오다기리 조의 도쿄 타워
- 제32회(2008): 굿' 바이: Good & Bye
- 제33회(2009): 지지 않는 태양
- 제34회(2010): 고백
- 제35회(2011): 8일째 매미
- 제36회(2012): 키리시마가 동아리활동 그만둔대
- 제37회(2013): 행복한 사전
- 제38회(2014): 영원의 제로
- 제39회(2015): 바닷마을 다이어리
- 제40회(2016): 신 고질라
- 제41회(2017): 세 번째 살인
- 제42회(2018): 어느 가족
- 제43회(2019): 신문기자
- 제44회(2020): 미드나잇 스완
- 제45회(2021): 드라이브 마이 카
- 제46회(2022): 한 남자
- 제47회(2023): 고지라-1.0